# India en los Juegos Olímpicos de París 2024
India estuvo representada en los Juegos Olímpicos de París 2024 por un total de 110 deportistas, 65 honbres y 45 mujeres, que compitieron en 16 deportes.
Los portadores de la bandera en la ceremonia de apertura fueron el jugador de tenis de mesa Sharath Kamal y la jugadora de bádminton Pusarla Sindhu.

## Medallistas
El equipo olímpico indio obtuvo las siguientes medallas:
| Nombre                     | Deporte             | Competición               |
| -------------------------- | ------------------- | ------------------------- |
| Oro                        |                     |                           |
| —                          |                     |                           |
| Plata                      |                     |                           |
| Neeraj Chopra              | Atletismo           | Jabalina M                |
| Bronce                     |                     |                           |
| Equipo                     | Hockey sobre hierba | Torneo M                  |
| Aman Sehrawat              | Lucha libre         | 57 kg M                   |
| Manu Bhaker                | Tiro                | Pistola 10 m F            |
| Swapnil Kusale             | Tiro                | Rifle 3 posiciones 50 m M |
| Manu Bhaker Sarabjot Singh | Tiro                | Pistola 10 m mixto        |